# Nita Ambani

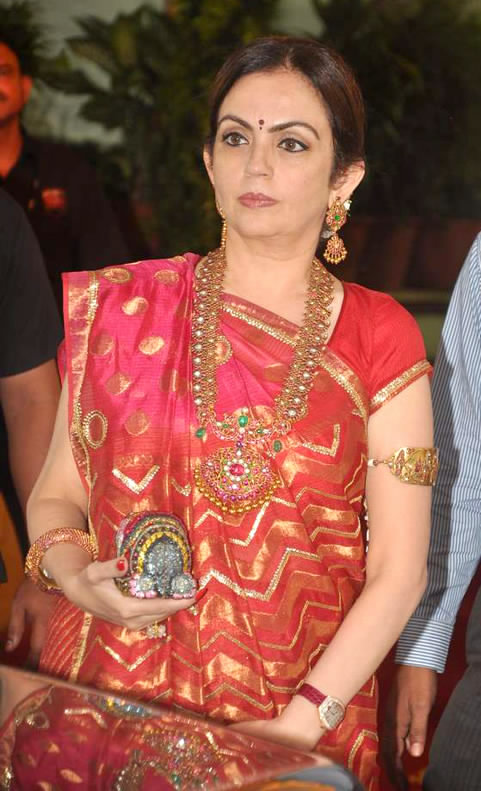
Nita Ambani (2012)

Nita Dalal Mukesh Ambani (* 1. November 1963 in Mumbai) ist eine indische Philanthropin und Sportfunktionärin. Sie gehört zu den reichsten Frauen Indiens.

## Früher Werdegang und Ausbildung
Nita Ambani wurde mit dem Mädchennamen Dalal 1963 in Mumbai geboren. Ihre Eltern waren Ravindrabhai Dalal und Purnima Dalal. Ihr Vater war in einer Leitenden Position bei Aditya Birla angestellt. Sie gehört der Mittelklasse an und wurde ab ihrem sechsten Lebensjahr im klassischen Tanz Bharatanatyam ausgebildet. Sie besuchte das Narsee Monjee College der University of Mumbai und machte dort ihren Bachelor im Bereich Handel. Sie wurde Tanzlehrerin an einer Schule in Mumbai.
Nita Dalal war Tanzlehrerin, als sie Mukesh Ambani kennenlernte, den sie 1985 heiratete. Nach ihrer Hochzeit unterrichtete sie mehrere Jahre und gründete auch eine Schule in Jamnagar.

## Reliance
Ambani wurde Vorstandsvorsitzende des Unternehmens Reliance. Das Ehepaar Ambani gründete die Reliance Foundation, einer philanthropischen Stiftung; Nita Ambani amtet auch als Vorstandsvorsitzende der Stiftung. Im August 2023 trat sie als Vorstandsvorsitzende von Reliance zurück um sich philanthropischen Tätigkeiten zu widmen. Im Februar 2024 wurde sie zur Vorsitzenden des Streaming und TV Joint Ventures zwischen Reliance und Disney in Indien gewählt.

## Verbindung zum Sport

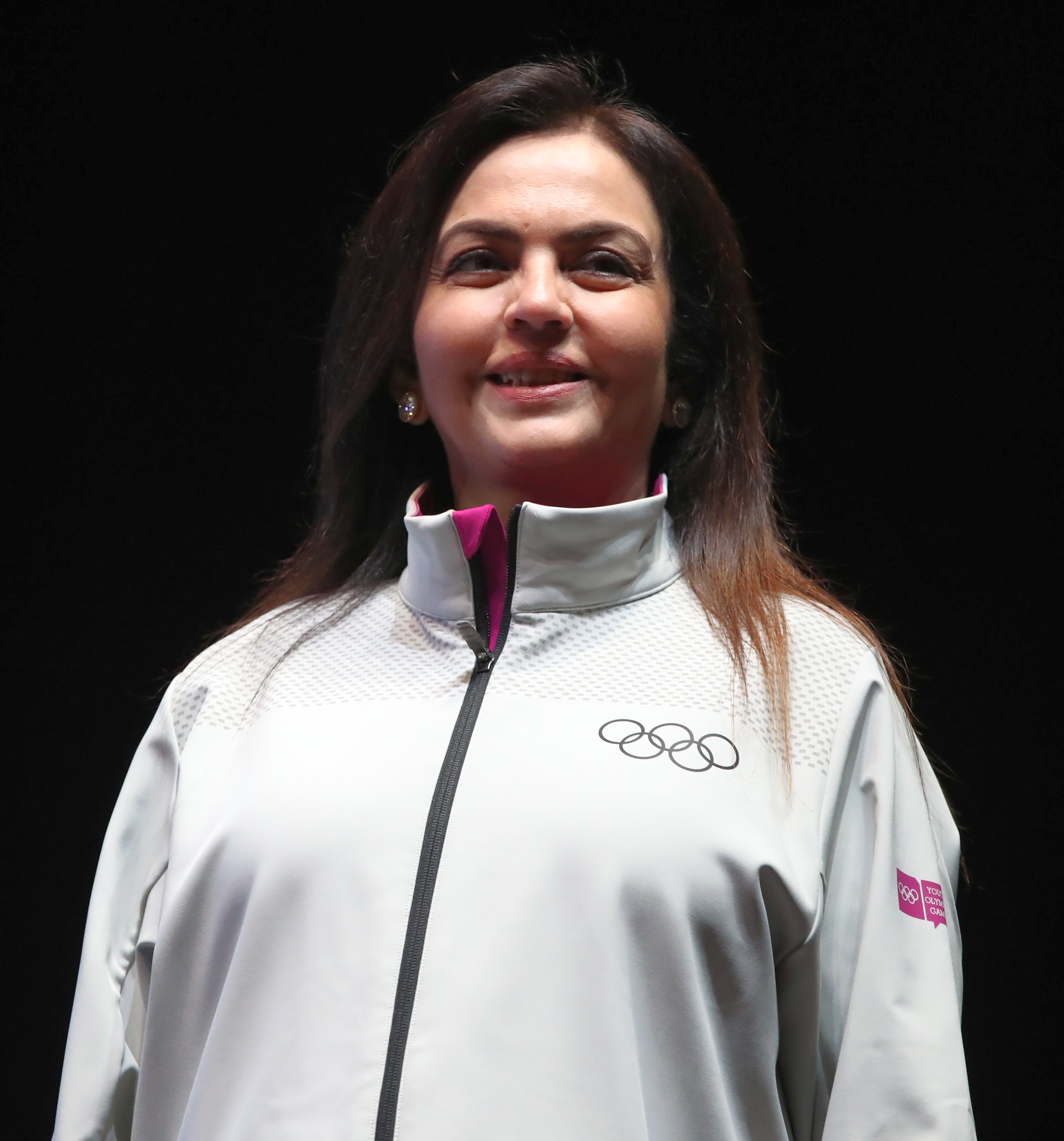
Nita Ambani als Mitglied des Internationalen Olympischen Komitees bei den Olympischen Jugend-Winterspiele 2020 in Lausanne

Nita Ambani ist Mitinhaberin der Mumbai Indians, eines Cricketteams aus der Indian Premier League. 2016 wurde Nita Ambani zu einem Mitglied des Internationalen Olympischen Komitees (IOC) gewählt. Sie ist Mitglied der Kommission für Öffentlichkeitsarbeit und soziale Entwicklung durch Sport.

## Auszeichnungen
2013 erhielt Nita Ambani die Ehrendoktorwürde der SCSVMV University of Kanchipuram. 2015 wurde sie als Unternehmerin des Jahres von der All India Management Association ausgezeichnet. Ihr philanthropisches Wirken in den Bereichen Sport, Bildung, Gesundheitswesen und Frauenrecht wurde 2017 vom Metropolitan Museum of Art in New York geehrt. In ihrer Eigenschaft als Mitgründerin der Reliance Foundation wurde Nita Ambani vom indischen Staatspräsidenten Ram Nath Kovind mit dem Rashtriya Khel Protsahan Award ausgezeichnet.

## Persönlich
Nita Ambanis Schwester Mamta ist ebenfalls Lehrerin und hatte die Kinder von Sachin Tendulkar und Shah Rukh Khan als Schüler.  Das Ehepaar hat zwei Söhne und eine Tochter. 